# سعید سیاحی
سعید سیاحی (متولد ۱۳۴۸ سوسنگرد) از خوانندگان پاپ عربی اهواز است.
سعید از دهه ۷۰ موسیقی را به صورت حرفه‌ای شروع کرد. ترانه‌های سیاحی بارها در شبکه‌های ملی ایران به مناسبت‌های مختلف پخش شده‌است.

## آغاز فعالیت
وی برای آموزش عالی موسیقی به دارالفنون ملی لبنان رفت اما پس از تحصیل به ایران بازگشت. سیاحی برنامه‌های متعددی را ایران اجرا کرده‌است.
اولین کنسرت موسیقی پاپ عربی به خوانندگی «سعید سیاحی» به مدت سه شب در تالار سینما هلال اهواز برگزار شد که پس از آن نیز برای دومین بار نیز در بهمن ماه ۹۱ کنسرتی به حمایت از نابینایان کشور در اهواز برگزار کرد.
سعید سیاحی اولین شخصی بود که در ایران در ایران کنسرت مستقل موسیقی پاپ عربی اجرا کرد.
اولین کنسرت سعید سیاحی با بازتاب رسانه‌های داخلی و خارجی مواجه شد.

## ترانه‌های فلکوریک و پاپ
سعید سیاحی در ترانه‌هایش از آهنگ‌های «چوبیه» و «موال» استفاده می‌کند. موال در واقع نوعی شعر دارای وزن و قافیه است که دارای پنج، هفت یا ۹ مصرع است و قافیه هر دو مصراع با هم یکی است و تنها تک مصراع آخر با مصرع اول هم‌قافیه ولی دارای معنای متفاوت است.
موال آهنگی بسیار غمگین و محزون دارد و معمولاً بیش از ساز، مبتنی بر صدای خواننده است. در موال عمدتاً از ساز نی به‌عربی نای یا عود استفاده می‌شود.
گروه موسیقی سعید سیاحی همواره در برنامه‌هایشان قطعه «زی الهوی یا حبیبی زی الهوی» از خوانندهٔ مشهور جهان عرب «عبدالحلیم حافظ» را اجرا می‌کند.
«یا قاضی العشاق»، «زخ المطر» (نم نم باران)، «قل یا ملک» از قطعات موسیقی او است.
سیاحی همچنین ترانه‌های فولکوریک عرب همچون «چوبیه» را اجرا می‌کند. وی همچنین از ترانه خواننده مشهور عرب، ناظم الغزالی با نام «فوق النخل فوق» نیز بهره می‌برد.